# Cadiorapa
Cadiorapa is een geslacht van vlinders van de familie uilen (Noctuidae), uit de onderfamilie Acontiinae.

## Soorten
- C. albivena Hampson, 1910
- C. praxina Schaus, 1904
- C. puella Schaus, 1904